# مستصفرة خرشوفية
مستصفرة خرشوفية (الاسم العلمي: Xanthomonas cynarae) هي نوع من البكتيريا يتبع جنس المستصفرة من الفصيلة المستصفرية.